# Пиляев, Никита Евгеньевич
Никита Евгеньевич Пиляев (род. 4 августа 1993 года) — российский пловец в ластах.

## Карьера
Спортом Никита начал заниматься с пяти лет. За четыре года тренировок он достиг второго взрослого разряда в лыжном спорте.
В 12-летнем возрасте пришёл в плавание. Никита стал первым, кто прославил Киселевск на всероссийских соревнованиях по плаванию в ластах. Обладатель медали «Надежда Кузбасса», в прошлом - областной стипендиат, Никита Пиляев входил в состав сборной России по плаванию в ластах среди мужчин, был членом сборной России среди юниоров.
Никита - многократный победитель и призёр всероссийских соревнований, первенства России среди юниоров, победитель и призёр чемпионатов России и кубков России среди мужчин, победитель кубка мира среди мужчин.
На чемпионате мира в 2014 году, который проходил в Казани, Никита стал седьмым.
Бронзовый призёр чемпионата Европы.
В настоящее время выступает за Красноярский край. Тренируется у Заслуженного тренера России Игоря Толстопятова. Студент СибГАУ.